# Herbert Kramel

Herbert E. Kramel (1997)

Herbert E. Kramel (* 18. September 1936 in Wien; † 29. Januar 2022) war ein österreichischer Architekt und Professor an der ETH Zürich.

## Leben
Herbert E. Kramel studierte Architektur an der Akademie der Bildenden Künste in Wien und mit einem Fulbright-Stipendium an der University of Illinois. Nach Stationen in Österreich, Italien und der Schweiz sowie Aufenthalten als Professor in den USA wählte ihn der Bundesrat 1971 zum ausserordentlichen Professor für Architektur und Konstruktion der ETH Zürich. 1976 folgte die Beförderung zum ordentlichen Professor im gleichen Lehrgebiet, das der Bundesrat 1984 um den Zusatz «Entwerfen, insbesondere im Grundlagenunterricht der Abteilung für Architektur» erweiterte. Im Herbst 2001 wurde er emeritiert. 2003 heiratete er die Schweizer Kommunikationsfachfrau, Managerin und Journalistin Beatrice Tschanz.

## Forschung
Kramel wandte sich bereits früh der Anwendung des computergestützten Architekturentwurfs in der Ausbildung zu und setzte Schwerpunkte bei der Erforschung von industrialisierten Bausystemen, der Untersuchung und dem Entwurf von Siedlungsformen sowie der Holzarchitektur. Die Logik des Konstruktiven und der Architektur als ganzheitlicher Disziplin zu vermitteln, gehörte zu Herbert Kramels wesentlichen Beiträgen. Er verfügte über hohe didaktische und pädagogische Fähigkeiten und entwickelte mit seinem Grundkurs eine grundlegende Pädagogik des architektonischen Entwerfens, die mehrere Architekturschulen in China massgeblich beeinflusste.

## Mitgliedschaften und Auszeichnungen
- Mitglied der European Academy of Sciences and Arts
- 1978–1980 Präsident der European Association for Architectural Education (EAAE)
- Ehrenmitglied der European Association for Architectural Education (EAAE)
- 1997 Honorarprofessor an der Southeast University in Nanjing
- Mitglied der Forschungs- und Dozentenkommission der ETH Zürich
- Vorsteher des Departements Architektur der ETH Zürich